# Arrecife (Gerichtsbezirk)
Der Gerichtsbezirk Arrecife ist einer der sieben Gerichtsbezirke in der Provinz Las Palmas.
Der Bezirk umfasst 7 Gemeinden auf einer Fläche von 845,93 km² mit dem Hauptquartier in Arrecife.

## Gemeinden
| Gemeinde                | Einwohner (2024) | Fläche km² | Dichte Einw./km² | Cod INE | Postleitzahl                                    |
| ----------------------- | ---------------- | ---------- | ---------------- | ------- | ----------------------------------------------- |
| Arrecife                | 68.169           | 22,72      | 3.000            | 35004   | 35500                                           |
| Haría                   | 5.567            | 106,59     | 52               | 35010   | 35520, 35541–35543                              |
| San Bartolomé           | 19.443           | 40,90      | 475              | 35018   | 38509, 38550                                    |
| Teguise                 | 23.848           | 263,98     | 90               | 35024   | 35508, 35530, 35539, 35540, 35544, 35558, 35562 |
| Tías                    | 21.462           | 64,61      | 332              | 35028   | 35510, 35571, 35572                             |
| Tinajo                  | 6.865            | 135,28     | 51               | 35029   | 35560                                           |
| Yaiza                   | 18.113           | 211,85     | 85               | 35034   | 35570                                           |
| Gerichtsbezirk Arrecife | 163.467          | 845,93     | 193              | –       | –                                               |